# 문수아
문수아(文秀雅, 1999년 9월 9일 ~ )는 대한민국의 가수이다. 걸 그룹 Billlie의 멤버로서, 메인래퍼를 맡고 있다.

## 어린 시절
충청북도 청주시에서 1남 1녀 중 둘째로 태어났으며, 오빠는 보이 그룹 아스트로의 멤버 문빈이다.
서원중학교를 거쳐 한림연예예술고등학교를 졸업했다.

## 활동

### 2010~2019: YG 엔터테인먼트
2010년 5월, YG 엔터테인먼트의 연습생으로 입사했으며 같은 해 발매된 지드래곤과 T.O.P의 노래인 '뻑이가요" 뮤직 비디오에 출연했다. 2010년 YG 엔터테인먼트 유튜브에 업로드된 "Future 2NE1"이라는 제목의 영상에 출연했으며, 2015년 9월 11일 엠넷이 제작한 힙합 경연 서바이벌 프로그램인 《언프리티 랩스타 2》에 참가해, 같은 해 11월 프로그램 퍼포먼스 곡인 "WhoAmI" 작업에 참여했다. 언프리티 랩스타 참여로 인해 당시 YG 신규 걸그룹 데뷔 멤버로 언급되었지만 YG는 부정했다. 2019년 YG 엔터테인먼트에서 퇴사했다.

### 2019~현재: 미스틱루키즈, Billlie
2019년에 미스틱스토리로 이적했고, 2021년 11월 11일에 익스텐디드 플레이 "the Billage of perception: chapter one"을 통해 걸 그룹 Billlie의 멤버로 데뷔하였으며, 타이틀곡 RING X RING의 작사에 참여하였다.
2022년 JTBC의 음악 예능인 《두 번째 세계》에 출연했으며, 2023년 2월 8일부터 11월 15일까지 같은 그룹의 츠키, Woo!ah!의 나나와 함께 음악방송 쇼 챔피언의 MC를 맡았다.
2023년 발매된 싱글인 "Side-B : memoirs of echo unseen"에서는 수현과 함께 건강 문제로 참여하지 못했다.
2025년 3월 31부터 수현과 함께 EBS FM에서 라디오 프로그램 아이돌 한국어를 진행하고 있다. 2025년 11월 7일 같은 그룹 멤버인 시윤과 함께 유닛 문수아X시윤을 구성해 싱글 "SNAP"를 발매했다.